# Estabelecimento Rural São Pedro de Alcântara
O Estabelecimento Rural de São Pedro de Alcântara foi criado na província do Piauí em 1873, no atual município de Floriano, para a implantação de uma escola de agricultura prática.

## História
Criado pelo decreto de criação N° 5.392, de 10 de setembro de 1873, como um contrato entre entre o governo imperial e o agrônomo Francisco Parentes, com o objetivo de livrar o Estado dos custos de manutenção das fazendas, e facilitar o emprego e a educação de escravos libertos.
Tinha entre suas obrigações educar e aproveitar a mão de obra dos libertos pela Lei do Ventre Livre das fazendas próximas, principalmente as situadas no distrito de Nazaré, além de introduzir lavouras como de algodão ou cana-de-açúcar e edifícios para residência, depósitos, entre outros usos. Foram providenciadas verbas do Ministério da Agricultura, Comércio e Obras Públicas durante os 5 anos iniciais para realizar essas exigências.
Com a morte do interventor Francisco Parentes em 1876, o Estabelecimento passou para o domínio do Estado sob supervisão da província do Piauí até quaisquer decisões serem feitas. Em 1884, com o decreto Nº 9.303, de 27 de setembro, o domínio do Estabelecimento passa para o Ministério da Agricultura, Comércio e Obras Públicas, e da província caso seja dito necessário. E em 1890, o ministro Henrique Pereira de Lucena declarou que o Estabelecimento não apresentava resultados favoráveis, e que seria excluído do orçamento em 1892, com as propriedades sendo entregues ao Ministério da Fazenda.

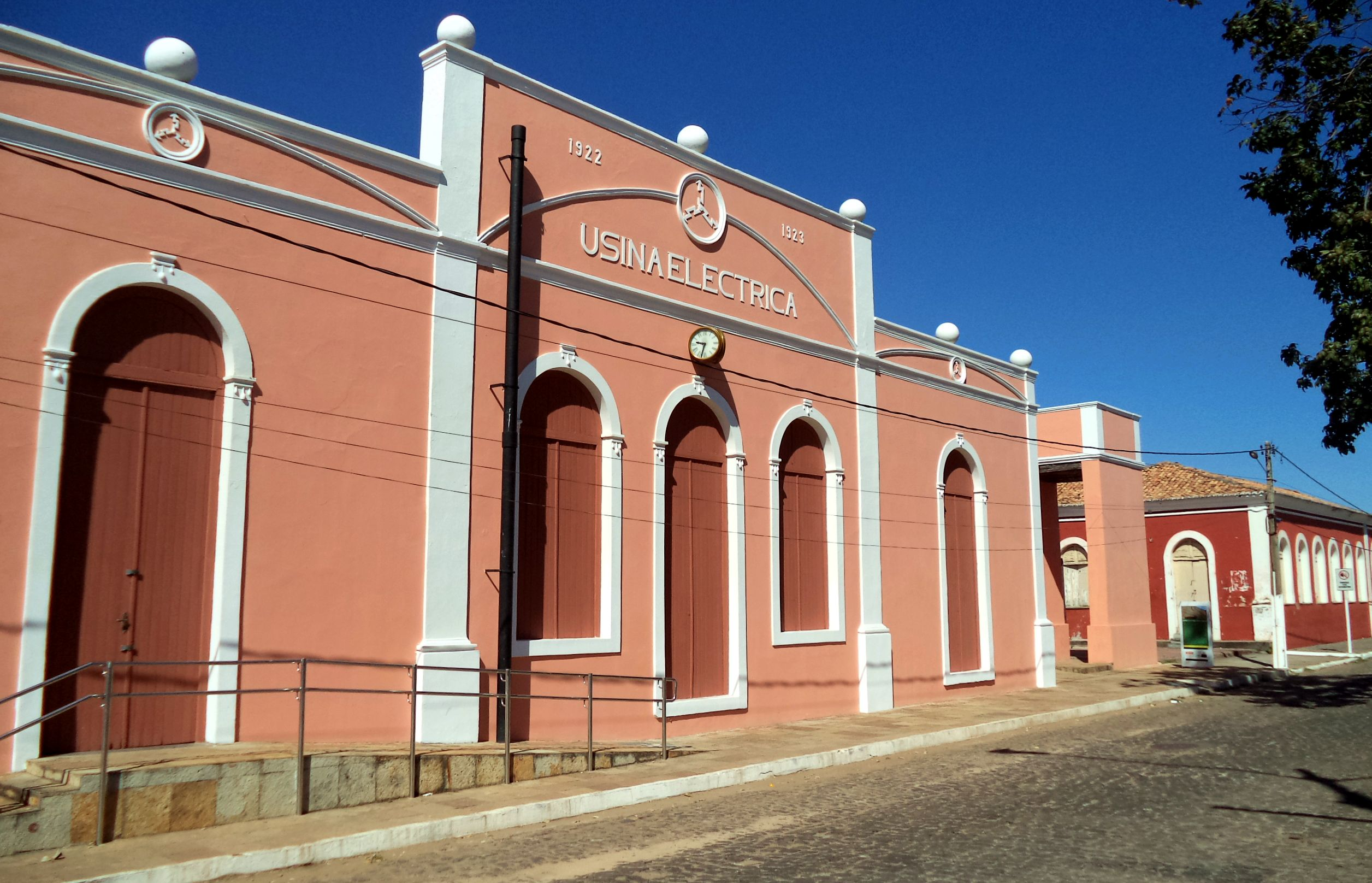
Espaço Cultural Maria Bonita

A localização da sede do colégio agrícola estava situada à margem direita do Rio Parnaíba, à 240 km da recém criada capital do Piauí. Aos arredores crescia uma colônia rural, esse povoado elevou-se à vila, e em 8 de julho de 1897 foi criada a cidade de Floriano, em homenagem ao ex-presidente da República Marechal Floriano Peixoto.

## Sobre
Em 24 de fevereiro de 1924 o intendente Antônio Luiz de Área Leão, implantou a instalação de uma máquina geradora de luz elétrica mais potente para a cidade, utilizando a capela do antigo Estabelecimento Rural, o espaço passou a se chamar “Usina Maria Bonita”. Hoje no espaço funciona o Espaço Cultural Maria Bonita, administrado pela Secretaria da Cultura do Estado do Piauí.
Este sítio histórico é uma importante testemunha do processo de ocupação do interior do nordeste brasileiro durante o século XVIII. Contém um elevado valor arquitetônico da construção tradicional piauiense, e foi tombado como Patrimônio Histórico Nacional pelo IPHAN. Porém hoje se encontra interditado pela prefeitura e vandalizado com pichações.